# カーネーションの聖母 (レオナルド)

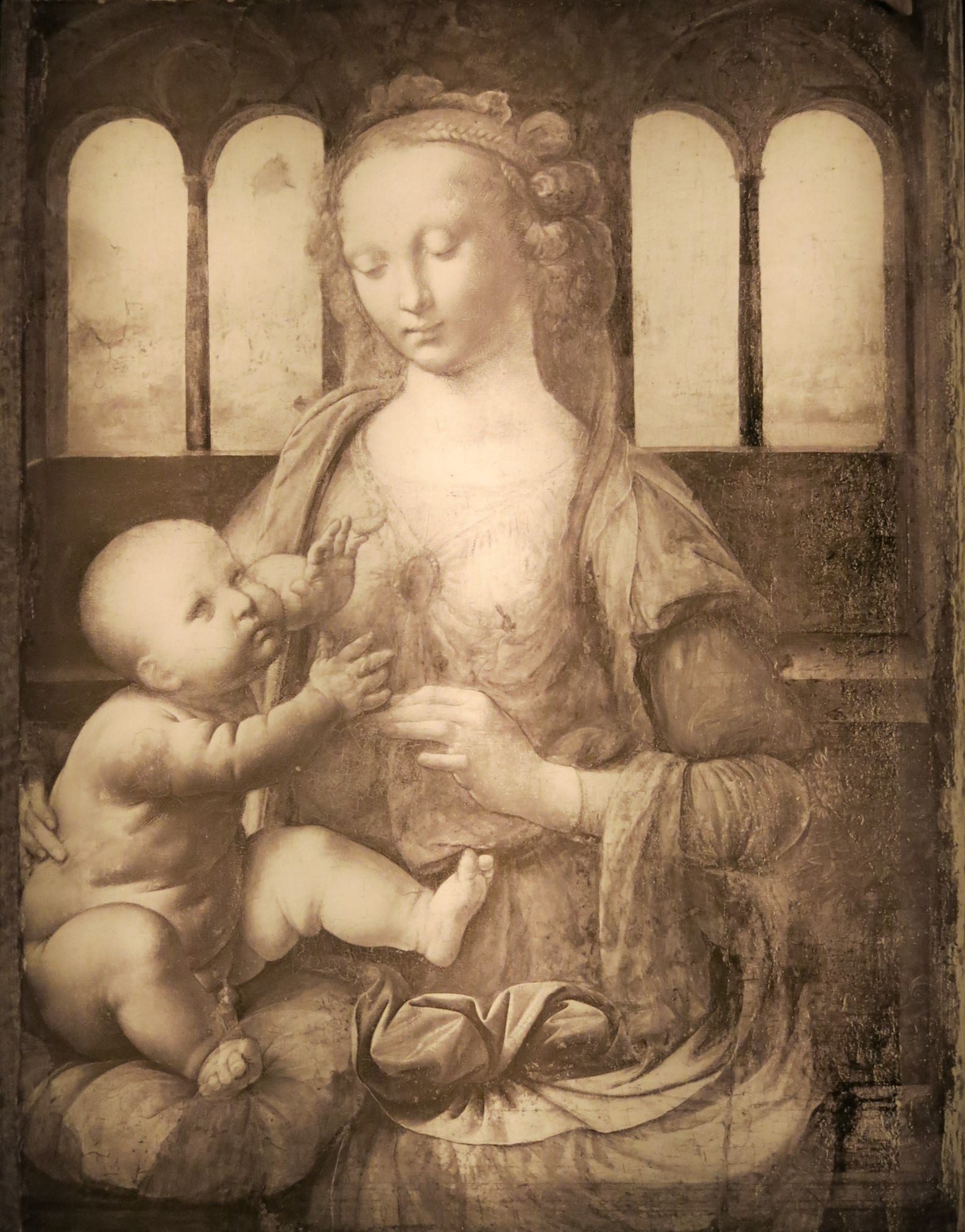
赤外線リフレクトグラフィーによる『カーネーションの聖母』。

『カーネーションの聖母』（カーネーションのせいぼ、独: Madonna mit der Nelke, 英: Madonna of the Carnation）は、盛期ルネサンスのイタリアの巨匠レオナルド・ダ・ヴィンチが1473年から1478年ごろに制作した絵画である。油彩。主題は聖母子。聖母マリアが手に持っている赤いカーネーションからこの名前で呼ばれている。レオナルドがまだ20歳を過ぎたころの初期の作品で、師であるアンドレア・デル・ヴェロッキオの影響が顕著である。1889年以来、ミュンヘンのアルテ・ピナコテークに展示されている。ドイツの美術館に所蔵されているレオナルドが描いた唯一の絵画である。

## 作品
絵画は中世のキリスト教美術に共通のモチーフである幼児キリストを抱く若い聖母を示している。若い聖母は欄干の後ろに立っている。幼いキリストは不自然な姿勢で欄干に座っており、聖母の右腕で抱かれている。キリストの上げられた左脚は横たわった8の字を表す黄金色のペティコートのひだを指している。これはキリストの降誕を示している。
画面の中央にあるのは聖母が見つめる赤いカーネーションである。聖母はやや憂鬱な表情でカーネーションをキリストに差し出し、キリストもまた受け取ろうとしている。その赤い色は受難の血を表し、母と子すなわち教会とキリストの神秘的な結婚を示唆する（赤いカーネーションは婚約を意味する）。キリストは自身の悲劇的な運命を受け入れたことを象徴しているかのように、父なる神のいます空を見上げている。人物の顔が光の中に描かれる一方、カーネーションは影の中に意味ありげに描かれている。絵画は聖母と幼児キリストのいる前景、人物像の背後から窓までの中景、窓から見える風景の遠景の3つの奥行きに分かれている。背景には4つの窓があり、地平線のある風景が描かれている。聖母の頭部の左右にある山々は聖母に向かってかすかに傾いている。裸の幼児キリストは十分にふくよかに描かれている。聖母は貴重な同時代的な衣服を身にまとい、マントを胸元の『岩窟の聖母』を思わせる真珠で囲まれた大きなブローチでとめている。また聖母の髪型は緻密に編み込まれている。女性がモデルであったかどうかは不明である。
師ヴェロッキアから派生した多くの要素は絵画が画家の青年時代に描かれたことを示している。また板絵の表面はレオナルド・ダ・ヴィンチの他の非常に初期の作品と同様に、顔料が収縮してしわが寄っており、油彩に関する知識が不十分であることを示している。着彩に油性顔料を使用することは当時はまだ新しいものであった。ポプラ材の木製パネルの曲率が強いため、背面は鉋で削られて平らにされていた。華やかでカラフルに彩色された額縁はルネサンス時代のもので、保存状態は良好である。

## 来歴

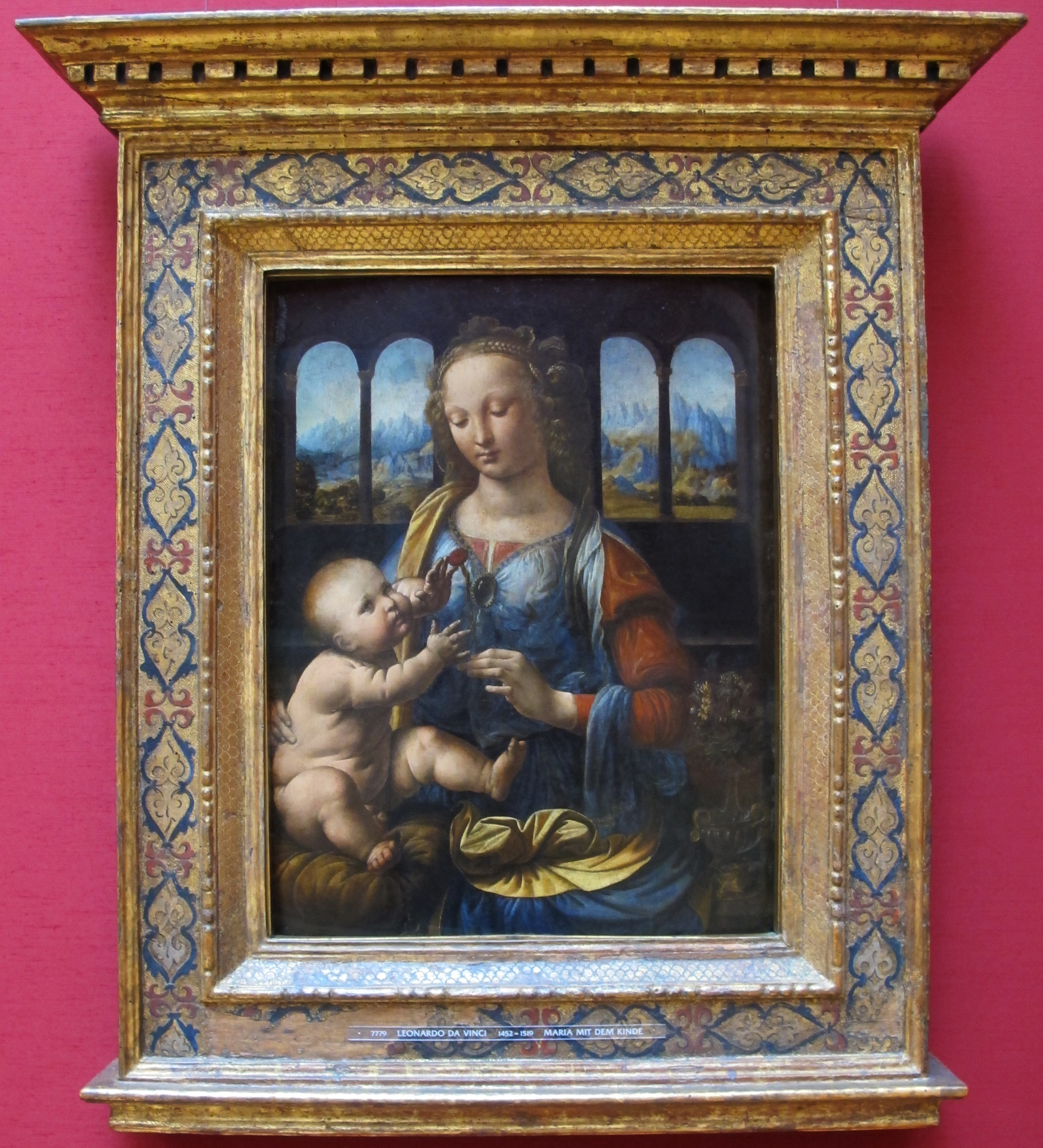
彩色された額縁。

『聖母子』（Maria mit dem Kinde）は手に持っている赤いカーネーションのため、『カーネーションを持つ聖母』としても知られている。絵画はレオナルドの初期の作品で、1475年ごろに師であるヴェロッキアの工房で制作された。絵画の最初の所有者はおそらくメディチ家出身の教皇クレメンス7世（1523年から1534年まで在位）だった。ジョルジョ・ヴァザーリによれば、教皇はガラスの花瓶をともなうレオナルドの聖母画を所有していた。そして『カーネーションの聖母』は花瓶とともに描かれたレオナルドの唯一の聖母画である。ただし教皇の父ジュリアーノ・デ・メディチのために描かれた可能性があり、聖母のモデルはシモネッタ・ヴェスプッチであるとが示唆されている。現在知りうる最も古い所有者は、19世紀後半、ドナウ川流域の都市ギュンツブルクの薬剤師アウグスト・ヴェッツラー（1812年-1881年）である。絵画がギュンツブルクにもたらされた経緯は正確には分かっていない。言い伝えによると、以前はギュンツブルクのすぐ東のブルクアウのカプチンホスピス教会（Kirche des Kapuzinerhospizes, 1806年閉鎖）に所蔵されていた。アウグスト・ウェッツラーと妻ローザ・マリア（Rosa Maria, 1883死去）の死後、絵画を所有したのはアウグストの未婚の妹テレーズ・ウェッツラー（Therese Wetzler）であり、1885年11月にテレーズが死去すると『カーネーションの聖母』は翌1886年4月に競売にかけられた。
医師のアルベルト・ハウク（Albert Haug）はユダヤ人市民との入札競争で入札価格5マルクから始まった絵画を47.50マルクで購入した。1889年4月、彼は当時の推定価格で10,000マルクとされる絵画を ミュンヘンのアルテ・ピナコテークに800マルクで売却した。アルテ・ピナコテークが絵画を取得する前に、館長のフランツ・フォン・レーバーとアドルフ・バイヤスドルファーはレオナルドの師ヴェロッキオの一派に絵画を帰した。一方、ハインリッヒ・フォン・ガイミュラーは同年秋に初めてレオナルド・ダ・ヴィンチに帰属した。レオナルドの作品の可能性が出てくると、ハウク医師は低価格で売却した代償として、1889年の終わりにバイエルン王子ルイトポルト・フォン・バイエルンから聖ミハエル勲章を授与された。さらに翌1890年に行われた分析で、ウィルヘルム・コープマン（Wilhelm Koopmann）は、ヴェロッキオの工房に由来する絵画はレオナルド一人で描かれた可能性があるという結論に達した。
シュミット（Schmid）はロレンツォ・ディ・クレディに帰することを試みた（1893年）。対照的にジョヴァンニ・モレッリ（1886年）、リーフェル（Rieffel, 1891年）、イェンス・ティース（1909年）、アドルフォ・ヴェントゥーリ（1909年）は、絵画が失われたレオナルドの作品の複製であるという見方さえした。しかし、早くも1925年にヴェントゥーリは自身の以前の見解を修正し、記念碑的な研究でレオナルドの作品であると主張した。これは『ミュンヘン美術年鑑』（Munich Yearbook of Fine Arts, 1937年-1938年）でエミール・メラー（Emil Möller）が注意深く研究して以来、一般的に広く認められている。聖母の頭部を示すルーヴル美術館のレオナルドの素描はこの帰属を裏付けていると思われる。他のレナルド作品と共通する要素としては聖母が身に着けているブローチがあり、『岩窟の聖母』やエルミタージュ美術館の『ブノアの聖母』、ワシントンD.C.のナショナル・ギャラリーの『ドレフュスの聖母』（Madonna Dreyfus）でも見られる。

## ギャラリー

ディテール
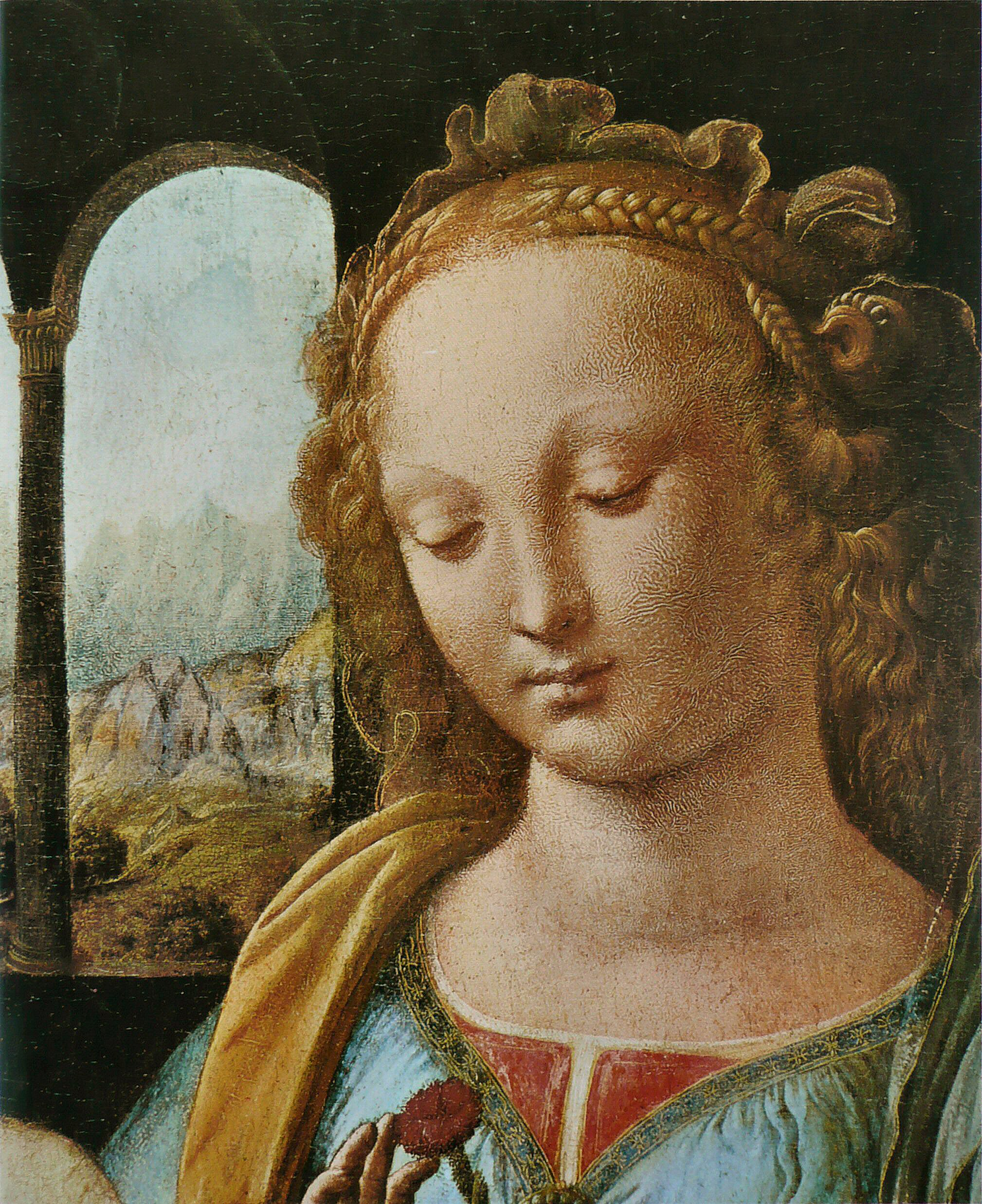
聖母マリアの顔
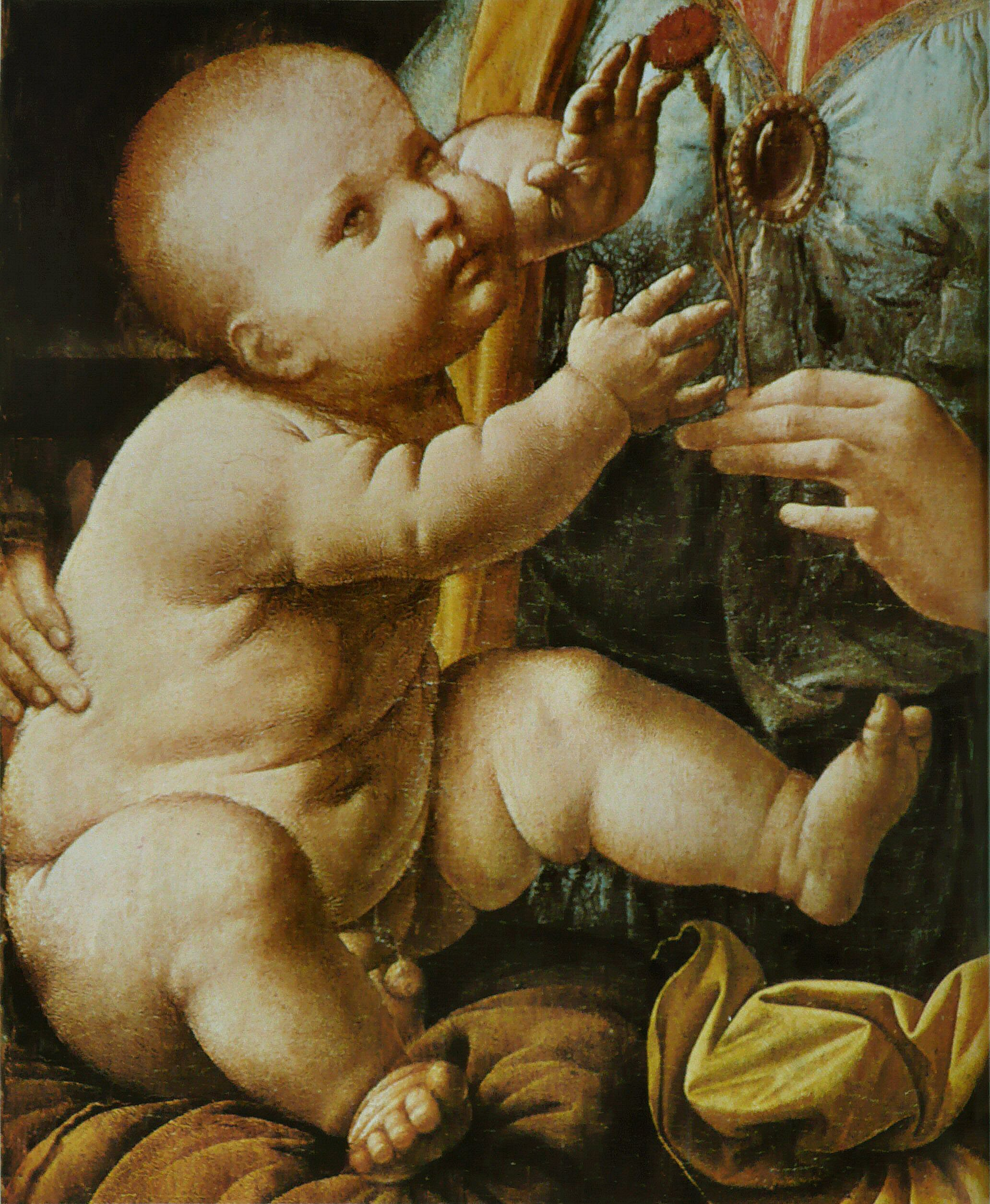
幼児キリスト
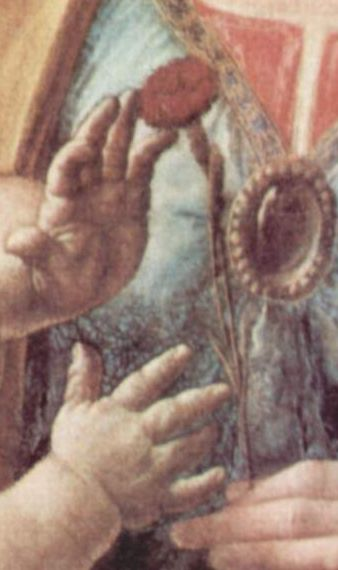
カーネーション
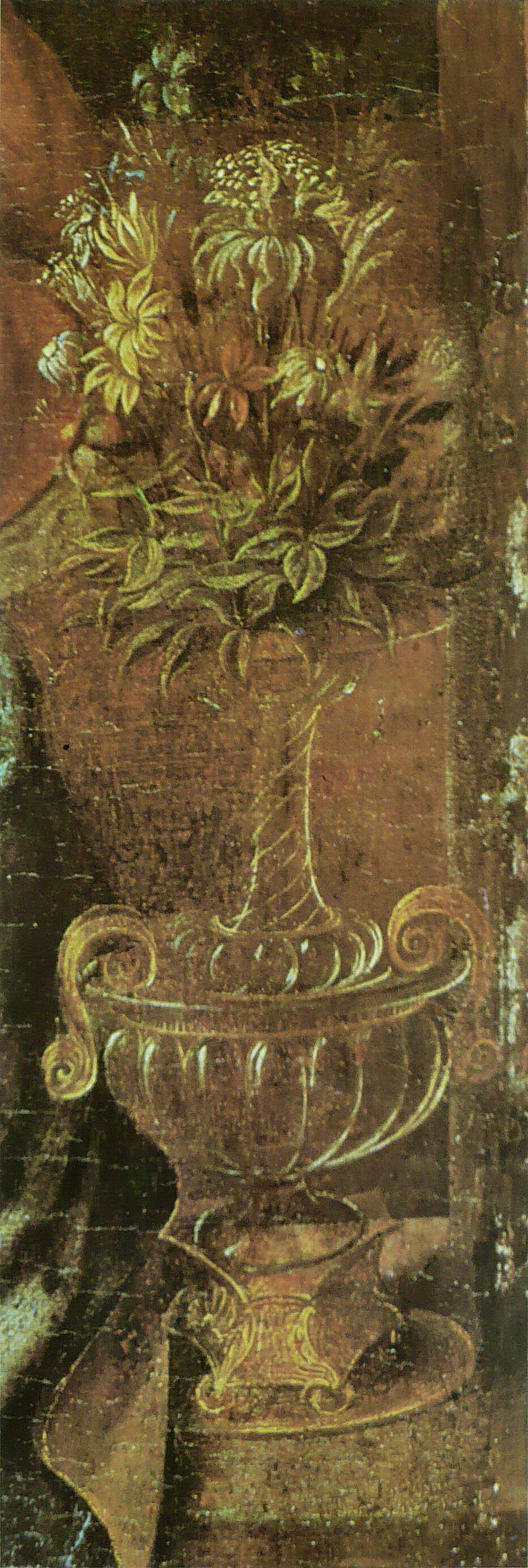
花瓶
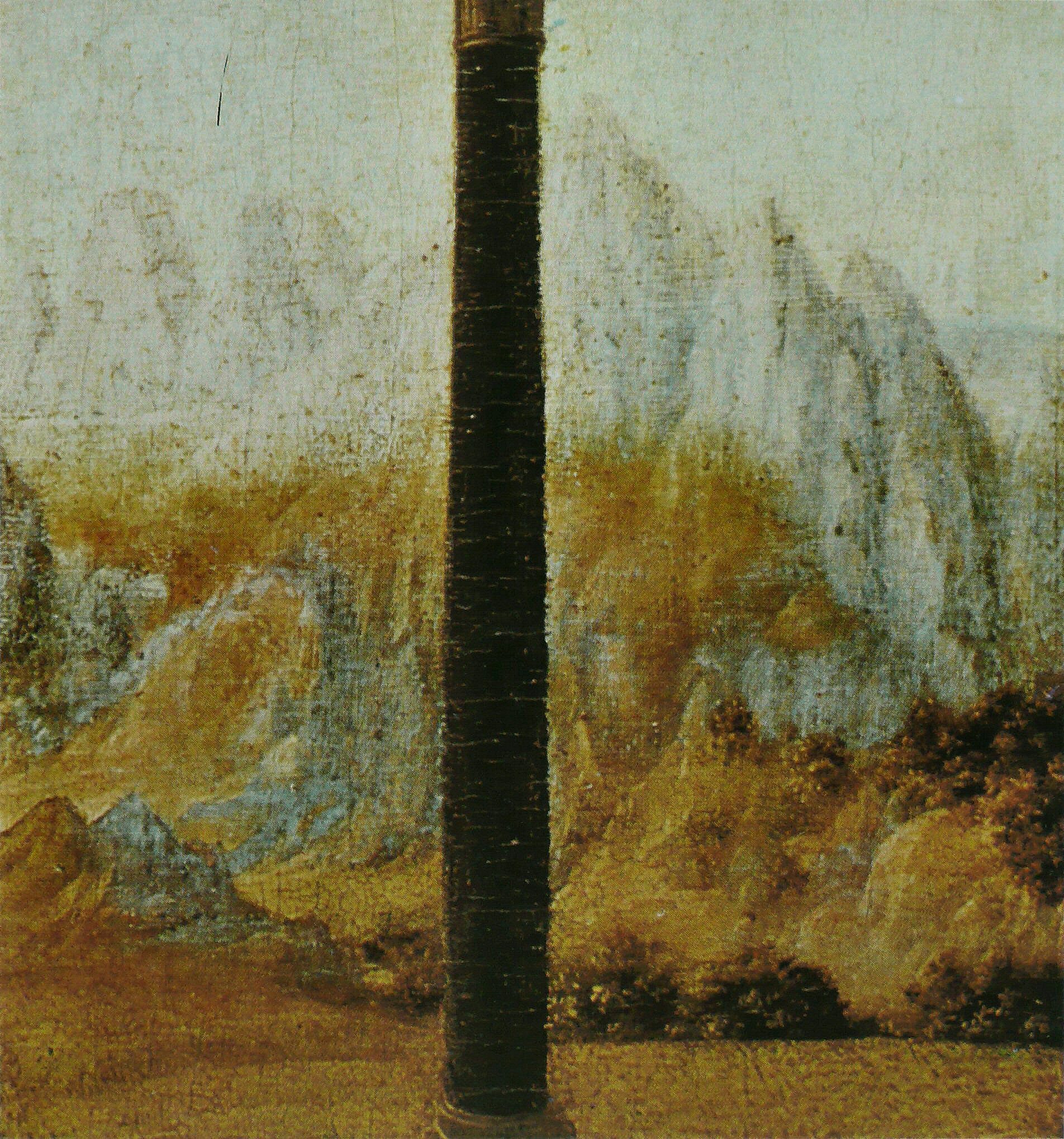
右窓から見える風景
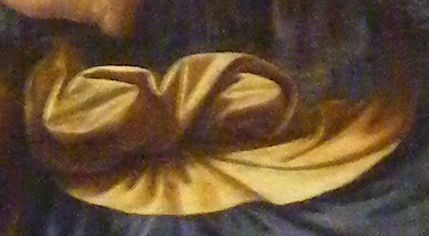
レムニスケートの曲線を描くヴェール
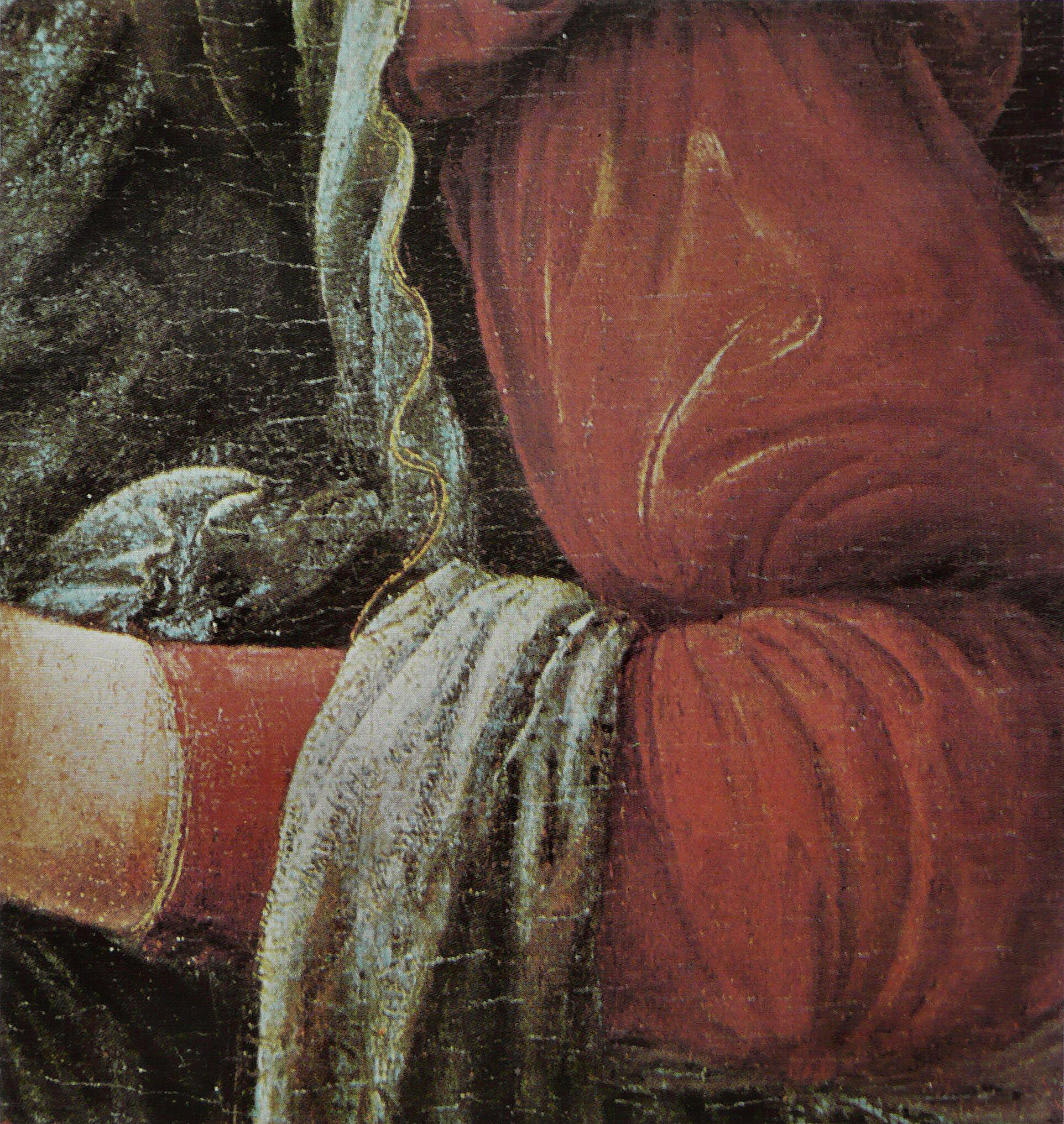
腕に投げられた聖母のペティコート

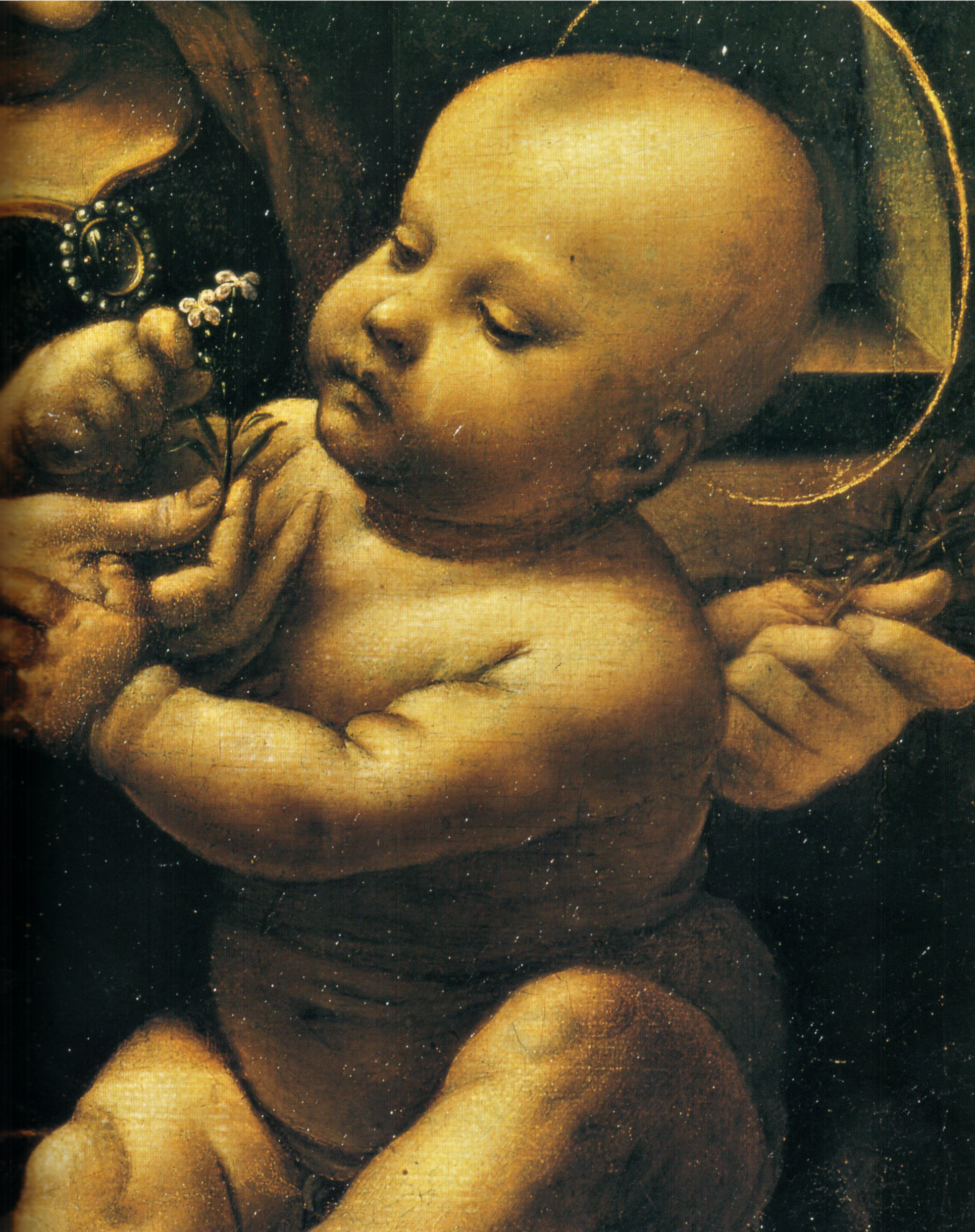
『ブノアの聖母』のブローチ
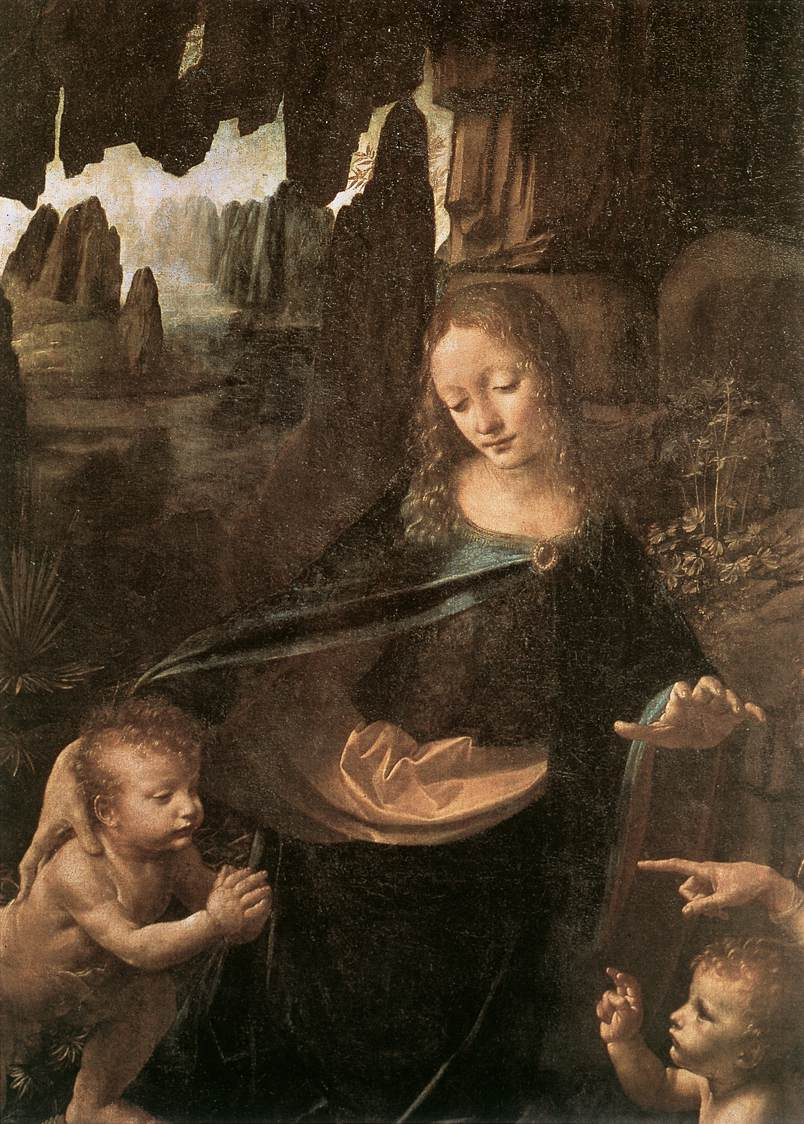
ルーヴル美術館版『岩窟の聖母』のブローチ
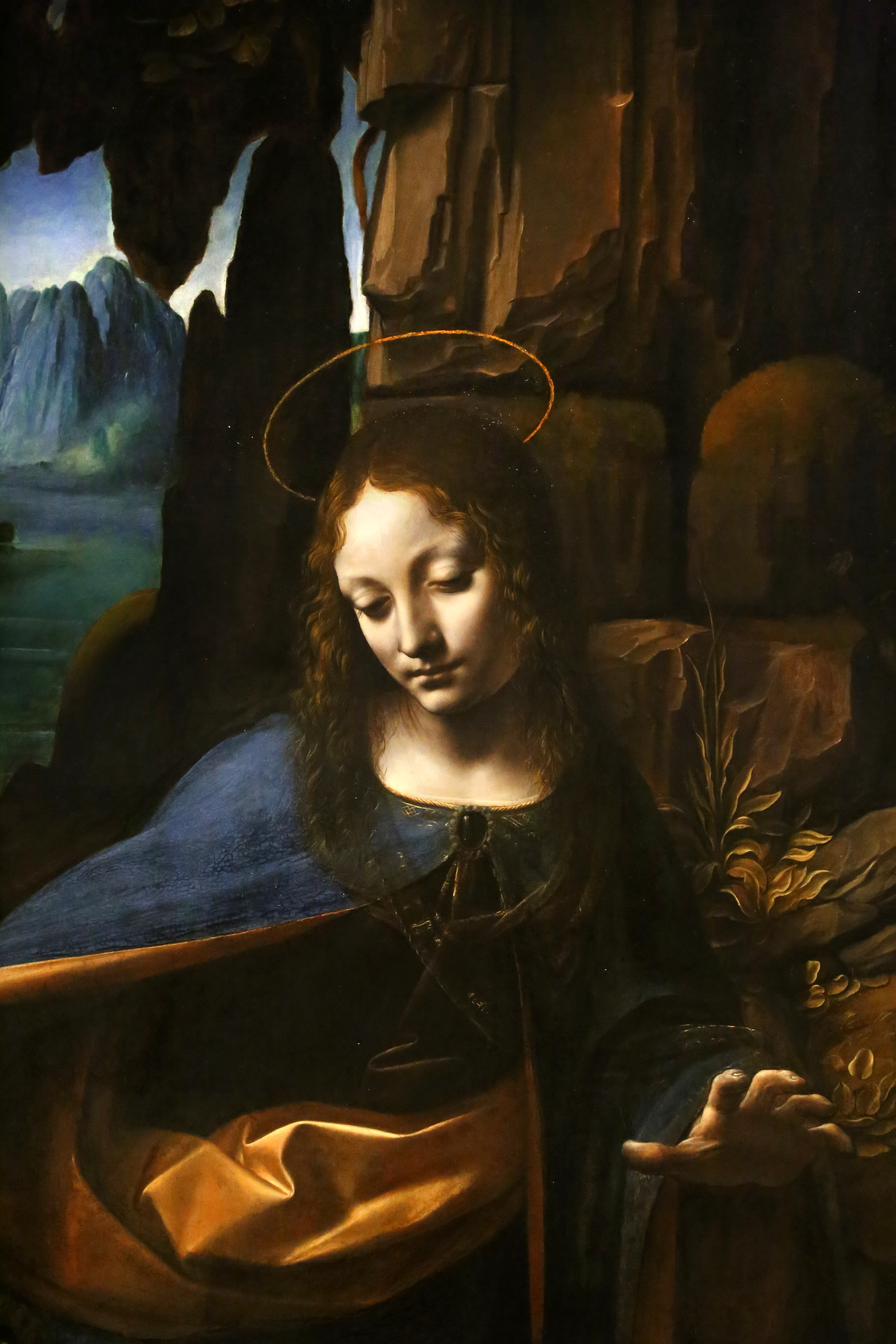
ナショナル・ギャラリー版『岩窟の聖母』のブローチ
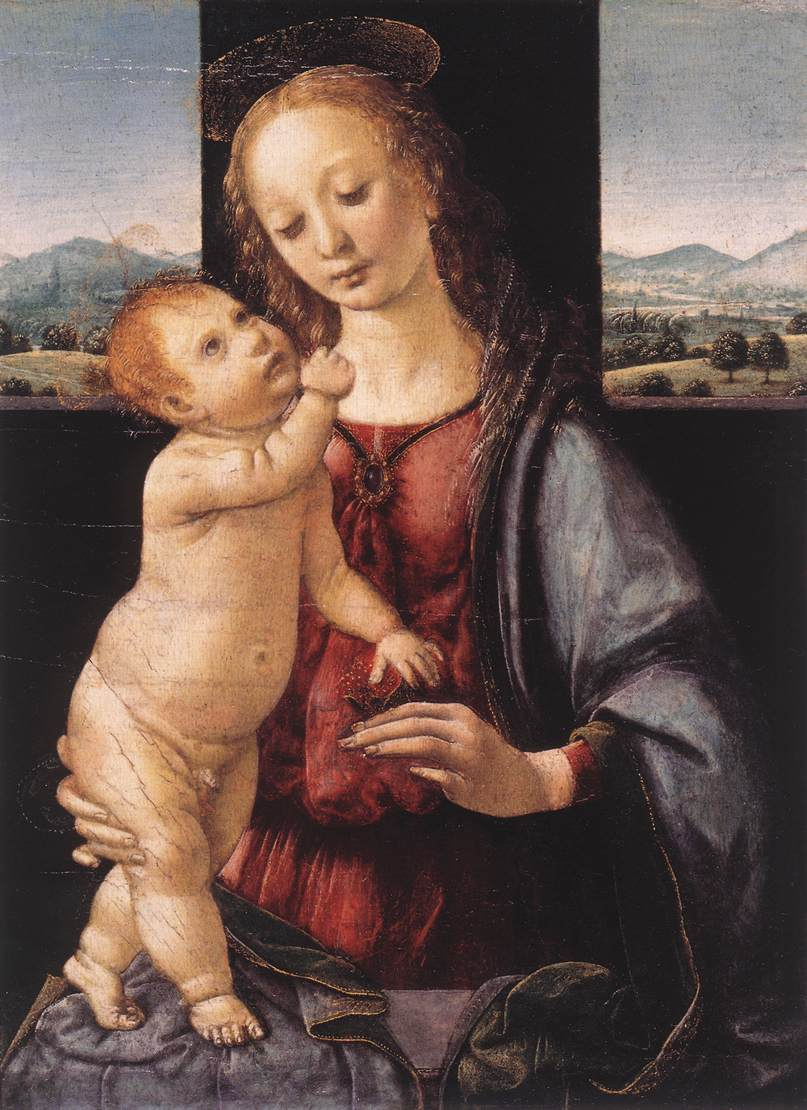
同様のブローチを持つ『ドレフュスの聖母』